# Normand Lacombe
Normand „Norm“ Lacombe (* 18. Oktober 1964 in Pierrefonds, Québec) ist ein ehemaliger kanadischer Eishockeyspieler. Der rechte Flügelstürmer bestritt zwischen 1984 und 1991 über 300 Spiele für die Buffalo Sabres, Edmonton Oilers und Philadelphia Flyers in der National Hockey League. Mit den Oilers gewann er dabei in den Playoffs 1988 den Stanley Cup.

## Karriere
Normand Lacombe wurde in Pierrefonds geboren, einem heutigen Stadtteil von Montréal, und spielte in seiner Jugend unter anderem für die Lac St-Louis Lions. Obwohl er 1981 im Draft der Ligue de hockey junior majeur du Québec, der höchsten Juniorenliga seiner Heimatprovinz, an fünfter Position von den Cataractes de Shawinigan berücksichtigt worden war, entschloss sich der Kanadier zu einem Wechsel an die University of New Hampshire in den Vereinigten Staaten. Mit deren Eishockeyteam, den Wildcats, nahm er in den folgenden zwei Jahren am Spielbetrieb der ECAC teil, einer Liga der National Collegiate Athletic Association (NCAA). Von der ECAC wurde er 1982 als Rookie des Jahres ausgezeichnet und nach 43 Scorerpunkten in 35 Spielen im Folgejahr ins Second All-Star Team berufen, bevor die Buffalo Sabres ihn im NHL Entry Draft 1983 an zehnter Position auswählten.
Anschließend wechselte Lacombe zur Spielzeit 1983/84 nach Buffalo, konnte die Erwartungen an einen in der ersten Draft-Wahlrunde ausgewählten Spieler allerdings in der Folge nicht erfüllen. Er wurde überwiegend beim Farmteam der Sabres, den Rochester Americans, in der American Hockey League (AHL) eingesetzt und konnte sich im Laufe der folgenden knapp dreieinhalb Jahre nie in Buffalos Aufgebot etablieren, für das er im Oktober 1984 in der National Hockey League (NHL) debütiert hatte. Schließlich wurde der Flügelstürmer im März 1987 samt Wayne Van Dorp und einem Viertrunden-Wahlrecht im NHL Entry Draft 1987 an die Edmonton Oilers abgegeben, die im Gegenzug Lee Fogolin, Mark Napier und ebenfalls ein Viertrunden-Wahlrecht für den gleichen Draft nach Buffalo schickten.
Bei den Oilers kam Lacombe regelmäßig in der NHL zum Einsatz und gewann mit dem Team in den Playoffs 1988 den Stanley Cup, der vierte Titel der Mannschaft in den letzten fünf Jahren. Im Folgejahr 1988/89 erreichte er mit 17 Treffern seinen Karriere-Bestwert, ehe er im Januar 1990 ohne weitere Gegenleistung zu den Philadelphia Flyers transferiert wurde. Bei den Flyers verbrachte der Angreifer 1990/91 seine letzte NHL-Saison, wobei er mit 31 Scorerpunkten zugleich seinen NHL-Höchstwert verzeichnete. Nachdem er in der Spielzeit 1991/92 noch einige Partien für die kanadische Nationalmannschaft bestritten hatte, musste er seine aktive Karriere aufgrund eines chronischen Kompartmentsyndroms im Bereich der Unterschenkel beenden. Insgesamt hatte er in der NHL 345 Spiele absolviert und dabei 121 Scorerpunkte erzielt.
Nach dem Ende seiner Spielerlaufbahn war er zeitweise als Trainer im Juniorenbereich tätig, verlagerte seinen Fokus in der Folge allerdings auf das Training im Kraft- und Konditionsbereich. Diesbezüglich war er unter anderem für den tschechischen HC Kometa Brno aktiv und betreute das kanadische Curling-Team im Rahmen der Olympischen Winterspiele 2002.

## Erfolge und Auszeichnungen
- 1982 ECAC-Rookie des Jahres
- 1983 ECAC Second All-Star Team
- 1988 Stanley-Cup-Gewinn mit den Edmonton Oilers

## Karrierestatistik
(Legende zur Spielerstatistik: Sp oder GP = absolvierte Spiele; T oder G = erzielte Tore; V oder A = erzielte Assists; Pkt oder Pts = erzielte Scorerpunkte; SM oder PIM = erhaltene Strafminuten; +/− = Plus/Minus-Bilanz; PP = erzielte Überzahltore; SH = erzielte Unterzahltore; GW = erzielte Siegtore; 1 Play-downs/Relegation; Kursiv: Statistik nicht vollständig)